# Mkfs
mkfs ("MaKe FileSystem") è un comando utilizzato nei sistemi Unix e Unix-like per formattare una partizione di un disco con un determinato filesystem.

## Sintassi
La sintassi base è:
```
mkfs -t 
tipo
 
dispositivo
```

dove tipo è il tipo di filesystem e dispositivo è il dispositivo da formattare. Generalmente gran parte delle attuali distribuzioni Linux supportano un'ampia gamma di tipi di filesystem; da quelli Linux native quali: ext2, ext3, ext4 e btrfs, fino ai filesystem Microsoft MS-DOS, FAT32, NTFS e molti altri. Su Linux sono spesso supportati anche i filesystem Sun e Mac OS.
Sempre su Linux, mkfs è di per sé solo un supporto per altri comandi specifici quali mkfs.ext2, mkfs.ext3, mkfs.ext4 o mkfs.vfat. Questi ultimi possono anche essere chiamati direttamente.